# Hotel Ritz w Białymstoku
Hotel Ritz – jeden z najbardziej reprezentacyjnych budynków przedwojennego Białegostoku. Mieścił się w centrum miasta, na rogu ulic Niemieckiej i Instytuckiej pod numerem 680a (obecnie ul. Jana Kilińskiego i Pałacowej), pomiędzy pałacem Branickich a pałacykiem gościnnym.

## Wygląd hotelu
W założeniu gmach hotelu miał nawiązywać swoim wyglądem do secesji, w efekcie powstał jednak budynek neobarokowy z elementami eklektyzmu.
Budynek składał się z czterech kondygnacji nad ziemią oraz jednej podziemnej, pomiędzy którymi można było się poruszać przy pomocy drewnianych wind (pierwszych w mieście): osobowej dla gości i towarowej dla personelu.
W części podziemnej znajdowała się między innymi sala bilardowa, piwiarnia, przechowalnia bagaży, sejfy oraz kotłownia. Na parterze oprócz recepcji zlokalizowano kawiarnię, centralę telefoniczną, kino „Gryf”, bank i zakład fryzjerski. Na piętrze znajdowała się restauracja z obszernymi balkonami oraz apartamenty gościnne. Dwa pozostałe piętra były przeznaczone wyłącznie na pokoje.
Hotel dysponował 50 pokojami wyposażonymi w bieżącą ciepłą i zimną wodę, telefony oraz centralne ogrzewanie. Na ścianach wisiały reprodukcje obrazów znanych malarzy, oświetlenie zapewniały ciężkie, mosiężne lampy. Zlokalizowane na pierwszym i drugim piętrze apartamenty posiadały balkony oraz własne łazienki.

## Historia
W 1912 r. Towarzystwo Akcyjne Ritz z pomocą finansową Petersbursko-Tulskiego Banku Ziemskiego rozpoczęło budowę gmachu hotelu. Uroczyste otwarcie odbyło się 1 lipca 1913 roku.
Do 1915 r. w hotelu własny apartament miał pułkownik armii cesarskiej Mikołaj Kawelin. Od jego imienia pochodzi nazwa rzeźby psa Kawelina (obecnie rekonstrukcja znajduje się w parku Planty).
Następnie, podczas I wojny światowej pokoje Ritza zajmowane były przez dowództwo stacjonujących na terenie białostoczyzny wojsk niemieckich.
Po 1919 r. w budynku hotelu planowano umieścić Urząd Miejski, jednak ten projekt nie został zrealizowany.
W latach międzywojennych wnętrza Ritza wielokrotnie wykorzystywano jako miejsce organizacji różnego rodzaju uroczystości. Ważnym wydarzeniem był pobyt w hotelu Józefa Piłsudskiego w 1919 roku. Gościli tam również między innymi Aleksandr Wertyński, Pola Negri, Hanka Ordonówna, Stanisław Przybyszewski, Edward Rydz, książę Feliks Jusupow (późniejszy zabójca Rasputina) oraz ostatni premier II RP – Felicjan Sławoj Składkowski.
W 1944 roku wycofujący się z miasta Wehrmacht podpalił hotel, którego nie odbudowano. Władza ludowa kazała wysadzić ruiny kilka lat po zakończeniu II wojny światowej.

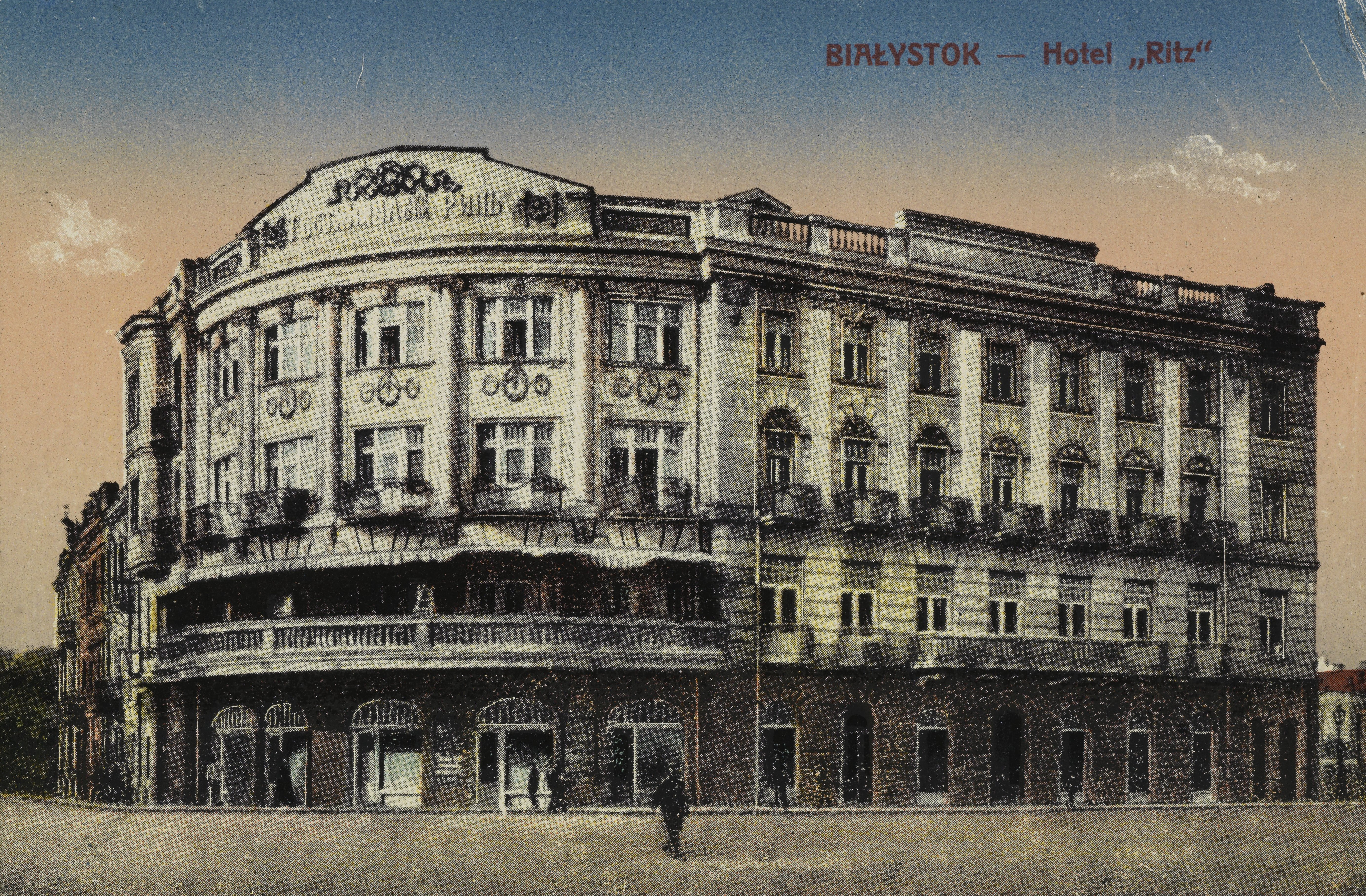
Hotel przed I wojną światową
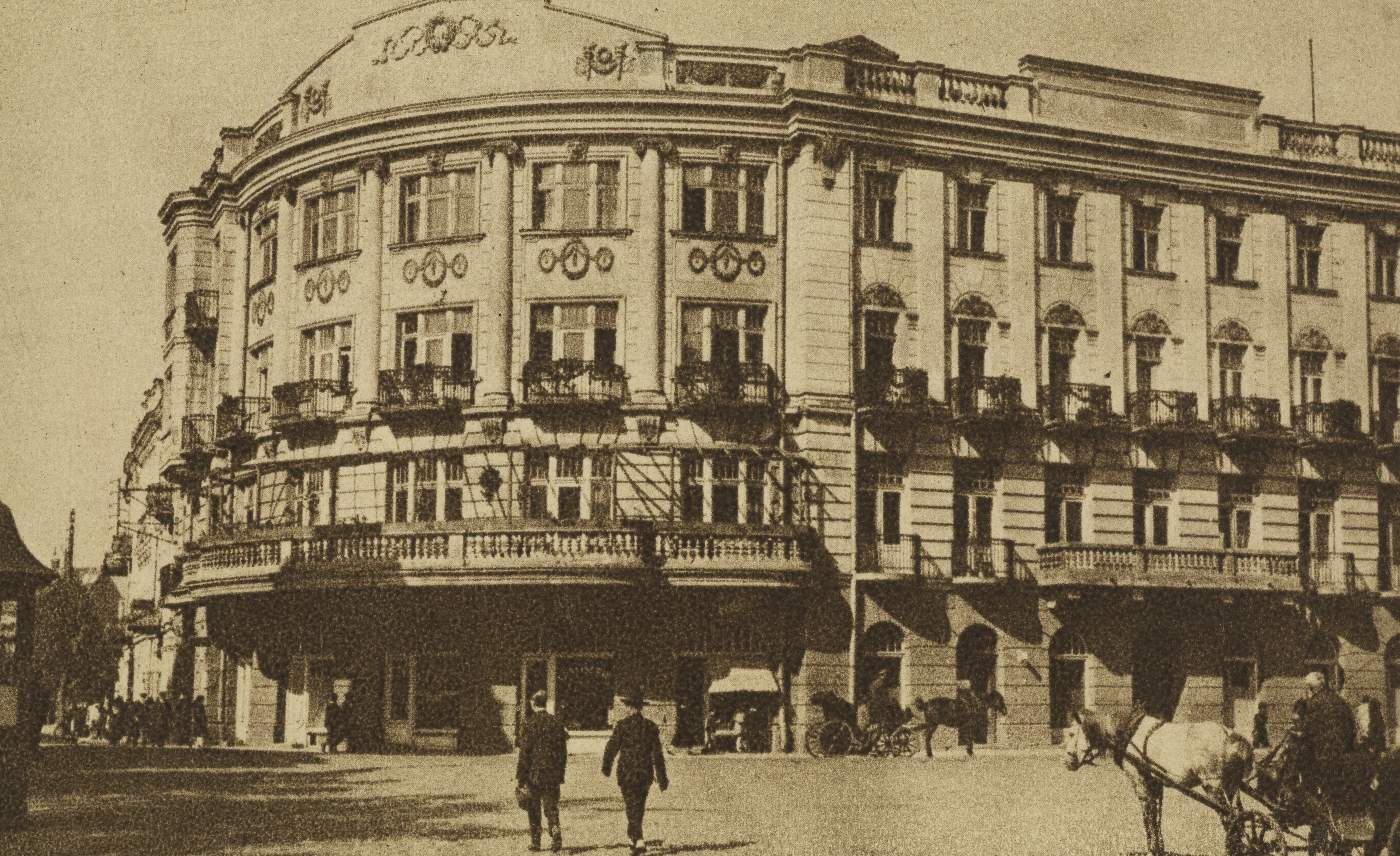
Hotel około 1918-1929